# Tjuvmyra
Tjuvmyra (Solenopsis fugax) är en art i insektsordningen steklar som tillhör familjen myror och släktet eldmyror.

## Beskrivning
Arbetarna är små, med en kroppslängd på endast omkring 2 till 2,5 millimeter. De finns i två  former med avseende på storleken: Den lilla formen är ljust gulaktig i färgen med brunaktig bakkropp, medan den större formen är helt och hållet gulbrun. Huvudet har korta antenner med en kraftig klubba i spetsen, och mycket små ögon. Kroppen, och speciellt huvudet, har tät behåring.
Drottningarna, det vill säga de fortplantningsdugliga honorna, är större än arbetarna och kan nå en kroppslängd på omkring 6 till 7 millimeter. De är också mörkare bruna i färgen, dock med ljusare bakkropp. Antennerna och behåringen liknar arbetarnas, men huvudet är bredare och med större ögon.
Hanarna är 3,5 till 4 mm långa och brunsvarta till färgen, dock med något ljusare antenner, käkar och extrimiteter. Hårväxten är påfallande lång.
Som en anpassning till sitt ofta rovgiriga levnadssätt (se nedan under Ekologi) har honorna (arbetarna och drottningarna) en kraftig gadd med ett potent gift.

## Ekologi
Tjuvmyran har som vana att röva larver och puppor från andra myrarters bon. Dessa ger den sedan som föda till sina egna larver. Alla samhällen har dock inte detta levnadssätt: Vissa livnär sig enbart av andra leddjur och av honungsdagg från bladlöss och sköldlöss. Arten lever i mycket stora samhällen med flera drottningar och som mest flera hundra tusen arbetare. De placeras ofta under stenar på sandig eller stenig, glesbevuxen, solbelyst mark. På grund av sitt vanligtvis rovgiriga levnadssätt placeras samhällena mycket ofta nära andra myrors samhällen, släktena jordmyror (Lasius) och Formica, och förbinds med dessa med gångar som är för små för att "värdmyrorna" skall kunna tränga in i dem. För att underkuva de angripna myrorna använder tjuvmyronas arbetare inte bara sitt kraftiga gift, utan också ett mycket avskräckande ämne som också produceras av giftkörtlarna.
Arten svärmar i september och tidigt i oktober. Nya samhällen bildas av de parade honorna, men kan också bildas genom att ett existerade samhälle bildar satellitsamhällen.

## Underarter
Arten har sex underarter:
Solenopsis fugax fugax (Latreille, 1798)

Solenopsis fugax cypridis Santschi, 1934

Solenopsis fugax emesa Thome & Thome, 1980

Solenopsis fugax furtiva Santschi, 1934

Solenopsis fugax karaki Thome & Thome, 1980

Solenopsis fugax tisiphone Santschi, 1934

## Utbredning
Arten finns i större delen av Europa från Iberiska halvön och södra Storbritannien österut till Uralbergen, exklusive större delen av Norden.
I Norden förekommer arten endast i Danmark (nordöstra Själland), samt i Sverige på en relativt nyupptäckt lokal i östra Skåne, och på Stora och Lilla Karlsö nära Gotland. På Karlsöarna är arten tämligen vanlig. Tidigare, fram till åtminstone 1920, var den svenska utbredningen större, arten fanns i Skåne, på Öland och Gotland.

### Status
I Sverige är tjuvmyran rödlistad som sårbar av Artdatabanken.